# Hay's Galleria
Hay's Galleria est un bâtiment à usage mixte situé dans le Borough londonien de Southwark sur la rive sud de la Tamise. Cette galerie couverte comprend des bureaux, des restaurants, des boutiques et des appartements. À l'origine il s'agissait d'un entrepôt et du quai associé (Hay's Wharf) pour le port de Londres. L'ensemble a été réaménagé dans les années 1980. Il est un monument classé Grade II .

## Histoire

### Hay's Wharf
Hay's Galleria est nommé d'après le propriétaire d'origine, le marchand Alexander Hay, qui a acquis le bien – alors une brasserie – en 1651. Vers 1840, John Humphrey Junior a acquis un bail sur la propriété. Il a demandé à William Cubitt de la convertir en un "quai", en fait un dock clos, en 1856, et a été rebaptisé Hay's Wharf.
Au cours du XIXe siècle, le quai était l'un des principaux points de livraison pour les navires apportant le thé à la Pool of London. À son apogée, 80% des produits secs importés à Londres, passaient par le quai, qui était surnommé " le Cellier de Londres''. Le quai a été en grande partie reconstruit à la suite du grand incendie de Southwark en juin 1861, puis continua son activité pendant près d'un siècle jusqu'à ce qu'il soit gravement bombardé en septembre 1940, pendant la Seconde Guerre mondiale. L'adoption progressive de la conteneurisation dans les années 1960 a conduit l'industrie du transport maritime à se déplacer dans le port en eaux profondes plus bas sur la Tamise, ce qui a entraîné la fermeture de Hay's Wharf en 1970.

### Réaménagement
Dans les années 1980, a eu lieu la régénération urbaine des London Docklands, à proximité. La décision a été prise de conserver le dock en restaurant les magasins de stockage du thé l'entourant afin de fournir des locaux de bureaux et des commerces. Les portes du dock ont été fermées définitivement, un plancher a été construit de bord à bord du bassin et l'ensemble a été couvert d'un toit en verre conçu par le jeune architecte Arthur Timothy. Dans une fontaine au centre de la galerie, a été installée en 1987 une sculpture en bronze d'un navire, appelée Les Navigateurs par le sculpteur David Kemp, pour commémorer l'héritage maritime de la Galleria.
Le développement a été soutenu par le London Docklands Development Corporation. Après son achèvement et son ouverture en 1987, Hay's Galleria est devenue la première nouvelle attraction pour les visiteurs à cette période au sud de la rivière.

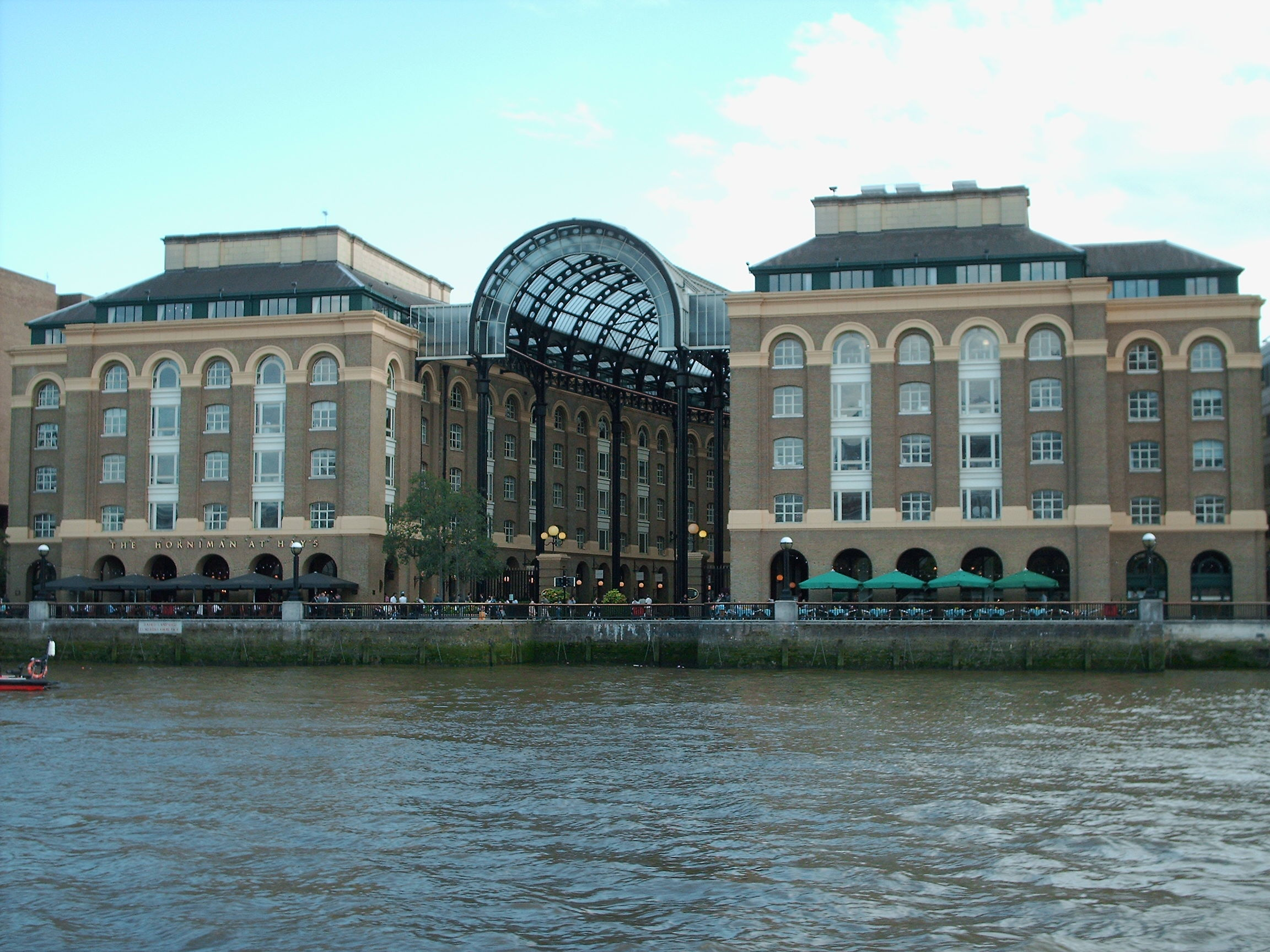
Vue depuis la City (du côté nord de la Tamise)
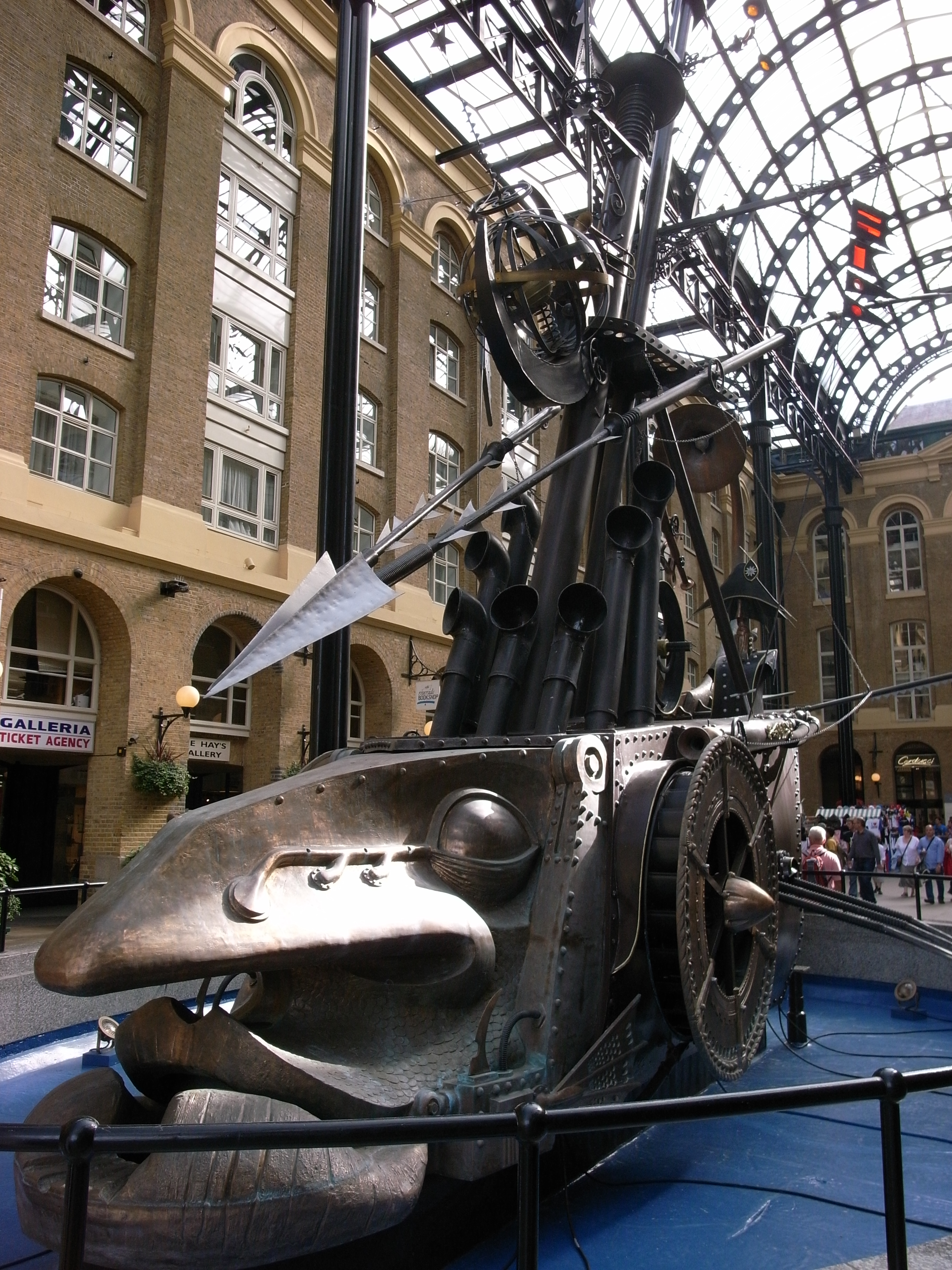
Les Navigateurs, 1987,  sculpture de David Kemp
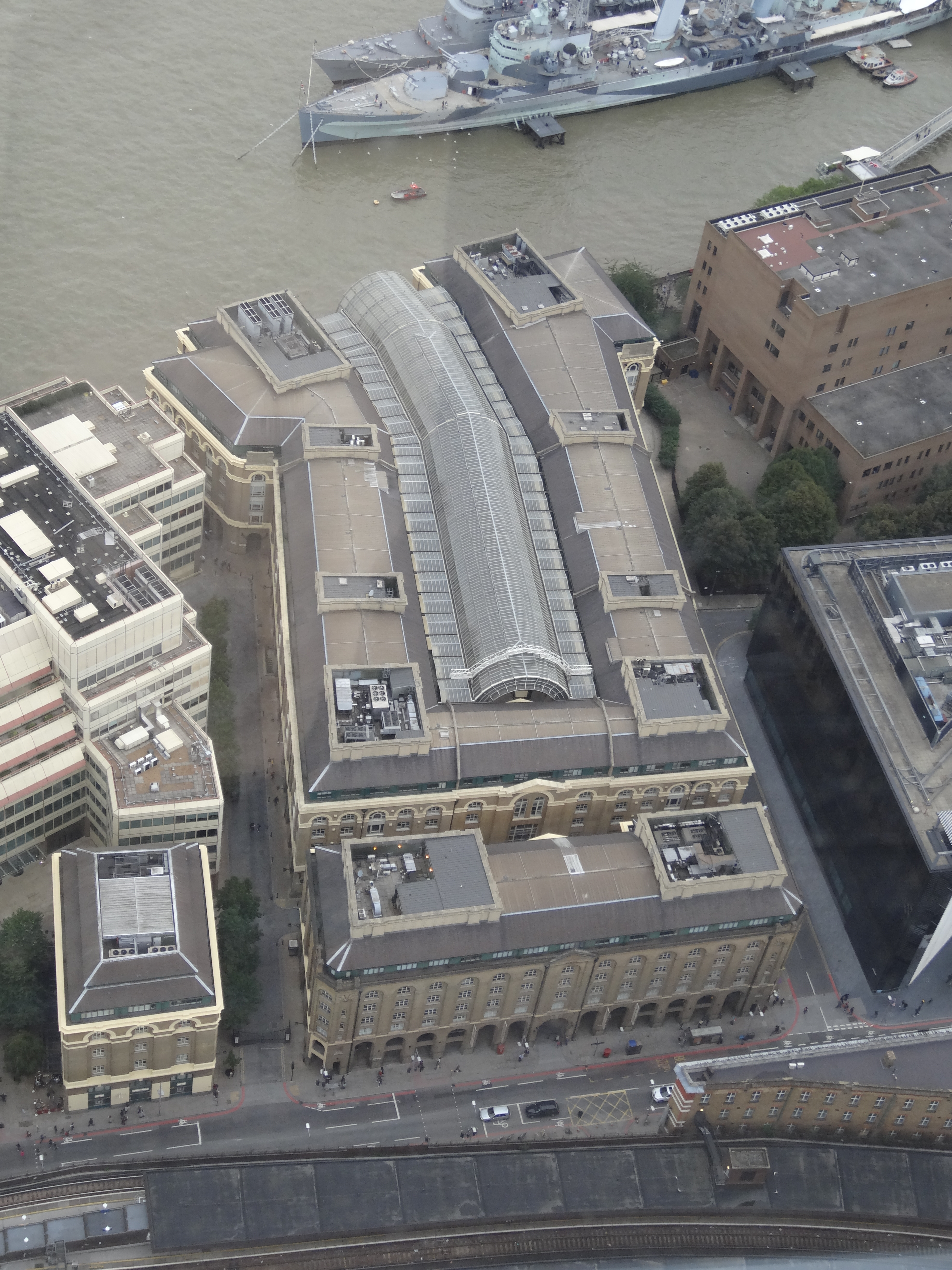
Vue aérienne
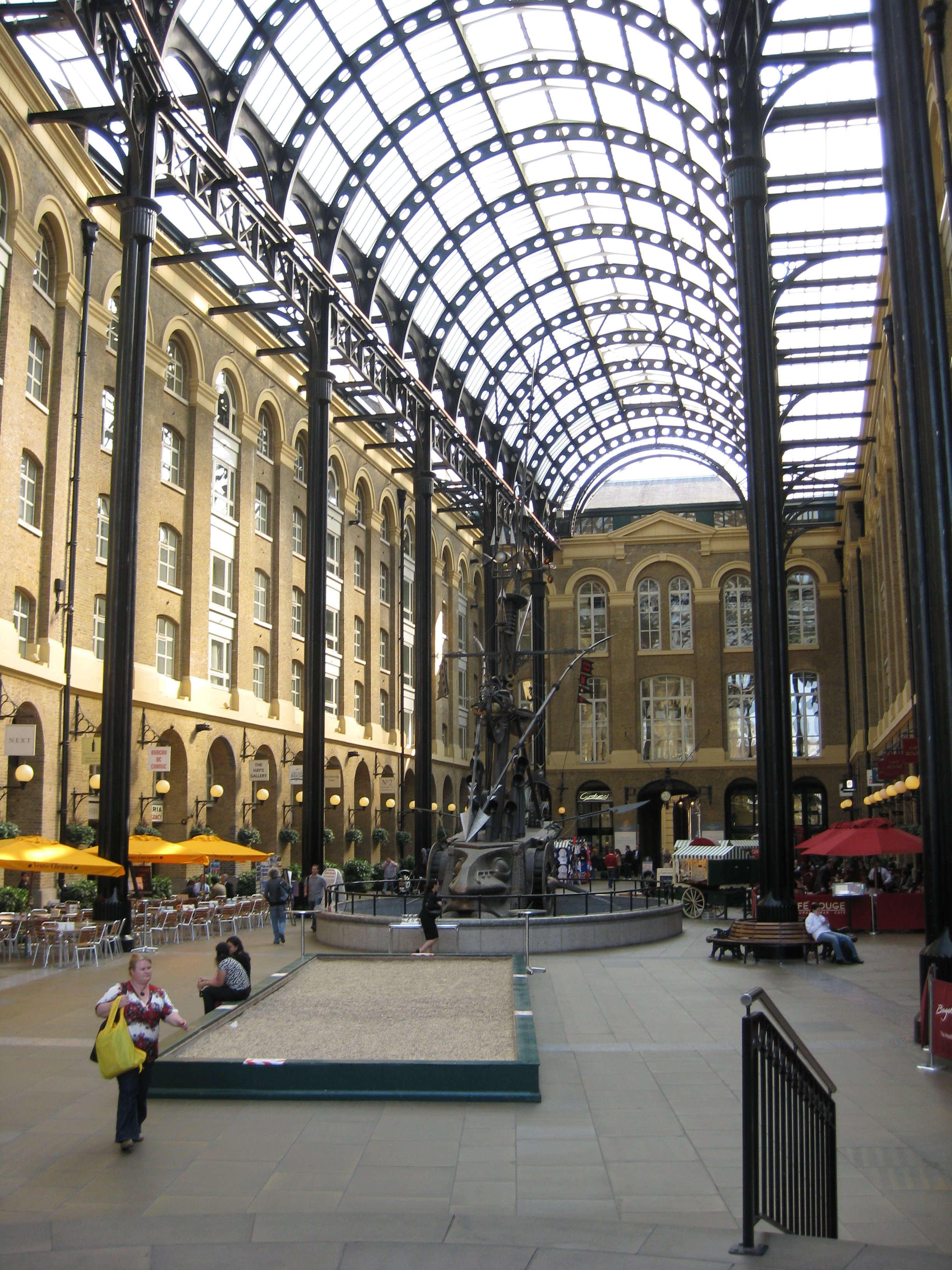
Vue intérieure de l'ancien bassin

## Activités
Parmi les locataires on trouve le Régulateur en travail social du Royaume-Uni, le Conseil général de soins social, et le Social Care Institute for Excellence. Le pub à l'entrée du côté de la rivière, Le Horniman at Hays, est nommé pour commémorer l'une des principales entreprises producteurs de thé liées au commerce ici.
En raison de son emplacement sur le Thames Path en rive sud, sa vue panoramique sur la Cité de Londres et son emplacement entre l'hôtel de ville de Londres et la cathédrale de Southwark, la Hay's Galleria est visitée par de nombreux touristes et les travailleurs locaux.

## Transport
- River services: London Bridge City Pier (service de Banlieue)
- Métro/Réseau Ferroviaire: London Bridge station